# Christian Barthelmess
Christian Barthelmess, auch Christian Barthelmeß, (* 11. April 1854 in Klingenberg am Main; † 10. April 1906 in Fort Keogh, heute Miles City (Montana)) war ein deutscher Auswanderer, US-amerikanischer Soldat, Militärmusiker und Fotograf. Er ist wegen seiner historisch bedeutsamen Fotos über Indianer in ihrer natürlichen Umgebung bekannt.

## Leben
Christian Barthelmess war das zweite von fünf Kindern des Gendarmen Christian Barthelmess und seiner Frau Katharina Zeis. Er wuchs im mainfränkischen Klingenberg auf und ging dort zur Schule. Schon früh interessierte er sich für Musik. Er wanderte mit 13 Jahren in die Vereinigten Staaten aus. Das Geld für die Schiffstickets hatten früher ausgewanderte Verwandte spendiert. Über New York City führte Barthelmess der Weg nach Irontown (Ohio). Er schlug sich als Arbeiter und als Bäcker durchs Leben bis zu seinem Entschluss, als Freiwilliger in der US-Armee zu dienen.
Am 12. April 1886 schloss er in Silver City (New Mexico) mit der deutschen Einwanderin Catherina Dorothea Hansen-Ahlers die Ehe. Aus ihr gingen die sieben Kinder Leo, Florence, Sophia, Fred, Adelaide, Marie und Casey hervor.
Einen Tag vor seinem 52. Geburtstag ereilte den Immigranten aus Bayern ein Unglücksfall. Bei Ausschachtungsarbeiten wurde er verschüttet und konnte nur tot geborgen werden.  Nach Aufgabe des Armeestandortes Fort Keogh im Jahr 1908 wurden die sterblichen Überreste des ehemaligen Soldaten im  Nationalfriedhof beim Little Bighorn Battlefield National Monument beigesetzt.

## Militärdienst
Nach der Musterung im November 1876 in St. Louis begann er einen Monat später beim 6. Kavallerieregiment. Fünf Jahre später schied er in Fort Apache (Arizona) mit Ablauf der Dienstverpflichtung aus, trat aber bereits am folgenden Tag bei der Infanterie an. Er war in seiner langen Militärzeit dann nacheinander in Fort Wingate (New Mexico), Fort Bayard (New Mexico), Fort Lewis (Colorado), Fort Keogh (Montana) und Fort D. A. Russell (Wyoming) bei mehreren Regimentern stationiert. Der Spanisch-Amerikanische Krieg verschlug sein Regiment von 1898 bis 1900 auf Kuba. Anschließend war die Einheit von Barthelmess auf die Philippinen verlegt. Am 17. Juli 1903 wurde er in den Ruhestand versetzt.

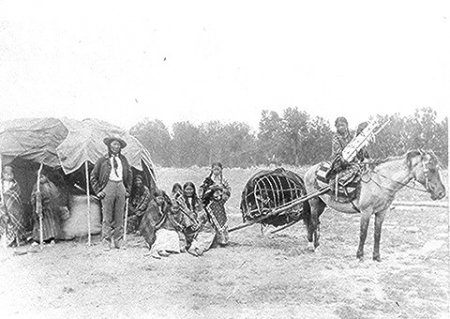
Der Cheyenne Stump Horn mit seiner Familie (fotografiert von Christian Barthelmess, 1890)

Barthelmess zog es zum einen zur Militärmusik. Er meldete sich zu den Kapellen seiner Einheiten und leitete sie auch. Im Jahr 1881 war er Kapellmeister des 13. Infanterieregiments. Er schuf Männergesangsvereine und Ensembles, die auch mit Tanzmusik zu den geselligen Veranstaltungen der Soldaten aufspielen konnten. Zum anderen war er zugleich leidenschaftlich gern Fotograf. Seine lichtbildnerische Begabung konzentrierte er neben Bildern seiner Kameraden bei offiziellen und sonstigen Anlässen auf Fotografien von Indianern, die Barthelmess weniger im Studio als in ihrer natürlichen Umgebung abbildete, sowie auf Landschaftsaufnahmen. Die Bilder waren zur damaligen Zeit mit ihren Abneigungen der Weißen gegen die Ureinwohner sensationell. Als offizieller Bildberichterstatter begleitete er die Grand-Canyon-Expedition vom 2. November 1887 bis 5. Januar 1888 des Leutnants Edward Wanton Casey, die sich mit einer geografisch-topografischen Erforschung des Gebietes befasste. Die Bilder darüber steigerten die Bekanntheit des Fotografen.
Barthelmess diente längere Zeit beim 22. US-Infanterieregiment, das von 1888 bis 1896 in Fort Keogh, Montana, stationiert war. Dieses nach der Schlacht am Little Bighorn in der Zeit der Indianerkriege gebildete Fort sollte zur Keimzelle für die heutige Stadt Miles City (Montana) werden. Nach seiner Militärzeit widmete er sich seinem 1888 eingerichteten Fotostudio in Fort Keogh.

## Werke
Der Militärfotograf veröffentlichte im Jahr 1883 zwei Berichte über Navajo-Indianer in der deutschsprachigen Zeitung Der Westen in Chicago. Im Jahr 1904 gab er eine fotografische Sammlung unter dem Titel „Thirty Years in the Army. A Story in Pictures without words“ heraus.

## Kontakte zum Geburtsort
Christian Barthelmess besuchte seine frühere Heimat in den Jahren 1880 und 1892.